# Volley Millenium Brescia 2017-2018
Questa voce raccoglie le informazioni riguardanti il Volley Millenium Brescia nelle competizioni ufficiali della stagione 2017-2018.

## Stagione
Nella stagione 2017-18 la Volley Millenium Brescia assume la denominazione sponsorizzata di Savallese Millenium Brescia.
Partecipa per la seconda volta alla Serie A2; chiude la regular season di campionato al primo posto in classifica, ottenendo la promozione in Serie A1.
Il sesto posto al termine del girone di andata consente alla Millenium Brescia di qualificarsi per la Coppa Italia di Serie A2: viene eliminata nei quarti di finale a seguito della sconfitta subita contro il Chieri '76.

## Organigramma societario
Area direttiva
- Presidente: Roberto Catania

Area tecnica
- Allenatore: Enrico Mazzola
- Allenatore in seconda: Marco Zanelli

## Rosa
| N° | Nome                 | Ruolo | Data di nascita   | Nazionalità sportiva |
| -- | -------------------- | ----- | ----------------- | -------------------- |
| 1  | Clara Canton         | S     | 16 aprile 1998    | Italia               |
| 2  | Maria Chiara Norgini | L     | 11 settembre 1998 | Italia               |
| 3  | Elena Bortolot       | P     | 20 agosto 1995    | Italia               |
| 5  | Sara Angelini        | C     | 13 ottobre 1989   | Italia               |
| 6  | Catherine Dailey     | S     | 10 giugno 1988    | Stati Uniti          |
| 7  | Giulia Biava         | O     | 19 dicembre 1988  | Italia               |
| 7  | Simona Gioli         | C     | 17 settembre 1977 | Italia               |
| 8  | Pauliina Vilponen    | O     | 20 febbraio 1992  | Finlandia            |
| 9  | Francesca Villani    | S     | 30 maggio 1995    | Italia               |
| 10 | Francesca Parlangeli | L     | 23 febbraio 1990  | Italia               |
| 11 | Vittoria Prandi      | P     | 4 novembre 1994   | Italia               |
| 12 | Angela Gabbiadini    | S     | 12 maggio 1992    | Italia               |
| 13 | Ludovica Guidi       | C     | 17 dicembre 1992  | Italia               |
| 16 | Tiziana Veglia       | C     | 13 settembre 1992 | Italia               |
| 17 | Clara Decortes       | O     | 7 marzo 1996      | Italia               |

## Mercato
| Acquisti | Acquisti             | Acquisti            | Acquisti   |
| R.       | Nome                 | da                  | Modalità   |
| -------- | -------------------- | ------------------- | ---------- |
| C        | Sara Angelini        | Adolfo Consolini    | definitivo |
| P        | Elena Bortolot       | La Sportiva         | definitivo |
| S        | Clara Canton         | Montecchio Maggiore | definitivo |
| S        | Catherine Dailey     | Durham University   | definitivo |
| O        | Clara Decortes       | Properzi            | definitivo |
| S        | Angela Gabbiadini    | Marsala             | definitivo |
| C        | Simona Gioli         | Gorla               | definitivo |
| C        | Ludovica Guidi       | Golem               | definitivo |
| L        | Maria Chiara Norgini | San Casciano        | definitivo |
| L        | Francesca Parlangeli | Lilliput            | definitivo |
| C        | Tiziana Veglia       | Golem               | definitivo |
| S        | Francesca Villani    | Hermaea             | definitivo |
| O        | Pauliina Vilponen    | Viesti Salo         | definitivo |

| Cessioni | Cessioni            | Cessioni        | Cessioni   |
| R.       | Nome                | a               | Modalità   |
| -------- | ------------------- | --------------- | ---------- |
| O        | Gloria Baldi        | Pesaro          | definitivo |
| O        | Giulia Biava        | Pisogne         | definitivo |
| C        | Chiara Dall'Acqua   | Pisogne         | definitivo |
| P        | Alessandra Dall'Ara | Ambra Cavallini | definitivo |
| S        | Laura Garavaglia    | Alba            | definitivo |
| C        | Ludovica Guidi      | Cuneo Granda    | definitivo |
| C        | Chiara Lapi         | Pesaro          | definitivo |
| C        | Melissa Martinelli  | SAB             | definitivo |
| C        | Monica Mazzoleni    | Ospitaletto     | definitivo |
| L        | Elena Portalupi     | Offanengo       | definitivo |
| S        | Laura Saccomani     | Group Roma      | definitivo |
| S        | Natalia Viganò      | Ospitaletto     | definitivo |
| O        | Pauliina Vilponen   | Nantes          | definitivo |
| L        | Patrizia Zampedri   | Bedizzole       | definitivo |

## Risultati

### Serie A2

#### Girone di andata
| 1ª giornata - 8 ottobre 2017 PalaCapriglia, Pellezzano                            | Due Principati        | 3 - 2 | Millenium Brescia | 25-23, 12-25, 25-23, 23-25, 15-12 |
| 2ª giornata - 15 ottobre 2017 PalaGeorge, Montichiari                             | Millenium Brescia     | 1 - 3 | Soverato          | 25-22, 22-25, 15-25, 21-25        |
| 3ª giornata - 18 ottobre 2017 PalaCastagnaretta, Cuneo                            | Cuneo Granda          | 3 - 0 | Millenium Brescia | 25-15, 25-23, 25-22               |
| 4ª giornata - 22 ottobre 2017 PalaGeorge, Montichiari                             | Millenium Brescia     | 3 - 0 | Mondovì           | 25-15, 30-28, 25-15               |
| 5ª giornata - 29 ottobre 2017 PalaCollegno, Collegno                              | CUS Torino            | 3 - 0 | Millenium Brescia | 25-20, 25-19, 28-26               |
| 6ª giornata - 1º novembre 2017 PalaGeorge, Montichiari                            | Millenium Brescia     | 3 - 1 | Zambelli Orvieto  | 27-29, 25-14, 25-22, 25-20        |
| 7ª giornata - 5 novembre 2017 PalaMaddalene, Chieri                               | Chieri '76            | 2 - 3 | Millenium Brescia | 14-25, 25-18, 25-18, 28-30, 11-15 |
| 9ª giornata - 19 novembre 2017 Geopalace, Olbia                                   | Hermaea               | 1 - 3 | Millenium Brescia | 20-25, 18-25, 25-21, 18-25        |
| 10ª giornata - 26 novembre 2017 PalaGeorge, Montichiari                           | Millenium Brescia     | 2 - 3 | Trentino Rosa     | 25-19, 25-17, 18-25, 22-25, 17-19 |
| 11ª giornata - 29 novembre 2017 Palazzetto dello Sport, San Giovanni in Marignano | Adolfo Consolini      | 2 - 3 | Millenium Brescia | 16-25, 25-16, 36-34, 23-25, 11-15 |
| 12ª giornata - 3 dicembre 2017 PalaGeorge, Montichiari                            | Millenium Brescia     | 3 - 1 | Marsala           | 25-21, 25-17, 23-25, 25-12        |
| 13ª giornata - 10 dicembre 2017 PalaEvangelisti, Perugia                          | Wealth Planet Perugia | 0 - 3 | Millenium Brescia | 22-25, 20-25, 14-25               |
| 14ª giornata - 13 dicembre 2017 PalaGeorge, Montichiari                           | Millenium Brescia     | 3 - 0 | VolAlto Caserta   | 25-17, 25-21, 25-18               |
| 15ª giornata - 17 dicembre 2017 PalaCollodi, Montecchio Maggiore                  | Montecchio Maggiore   | 0 - 3 | Millenium Brescia | 11-25, 12-25, 23-25               |
| 16ª giornata - 26 dicembre 2017 PalaGeorge, Montichiari                           | Millenium Brescia     | 3 - 1 | Club Italia       | 20-25, 25-22, 25-22, 25-10        |
| 17ª giornata - 30 dicembre 2017 PalaCosta, Ravenna                                | Olimpia Teodora       | 1 - 3 | Millenium Brescia | 16-25, 22-25, 25-23, 21-25        |

#### Girone di ritorno
| 18ª giornata - 6 gennaio 2018 PalaGeorge, Montichiari        | Millenium Brescia | 3 - 0 | Due Principati        | 30-28, 26-24, 25-15        |
| 19ª giornata - 14 gennaio 2018 PalaScoppa, Soverato          | Soverato          | 1 - 3 | Millenium Brescia     | 25-23, 22-25, 23-25, 18-25 |
| 20ª giornata - 17 gennaio 2018 PalaGeorge, Montichiari       | Millenium Brescia | 3 - 1 | Cuneo Granda          | 17-25, 25-19, 25-19, 25-19 |
| 21ª giornata - 21 gennaio 2018 PalaManera, Mondovì           | Mondovì           | 3 - 1 | Millenium Brescia     | 27-29, 29-27, 25-14, 25-19 |
| 22ª giornata - 28 gennaio 2018 PalaGeorge, Montichiari       | Millenium Brescia | 3 - 1 | CUS Torino            | 27-25, 25-27, 25-18, 25-21 |
| 23ª giornata - 4 febbraio 2018 PalaPapini, Orvieto           | Zambelli Orvieto  | 1 - 3 | Millenium Brescia     | 20-25, 18-25, 25-15, 23-25 |
| 24ª giornata - 11 febbraio 2018 PalaGeorge, Montichiari      | Millenium Brescia | 3 - 1 | Chieri '76            | 26-24, 22-25, 29-27, 25-15 |
| 26ª giornata - 25 febbraio 2018 PalaGeorge, Montichiari      | Millenium Brescia | 3 - 0 | Hermaea               | 25-16, 26-24, 25-18        |
| 27ª giornata - 4 marzo 2018 PalaSanbapolis, Trento           | Trentino Rosa     | 3 - 0 | Millenium Brescia     | 25-23, 25-14, 25-23        |
| 28ª giornata - 7 marzo 2018 PalaGeorge, Montichiari          | Millenium Brescia | 3 - 0 | Adolfo Consolini      | 25-21, 25-14, 25-23        |
| 29ª giornata - 11 marzo 2018 PalaBellina, Marsala            | Marsala           | 0 - 3 | Millenium Brescia     | 17-25, 16-25, 23-25        |
| 30ª giornata - 17 marzo 2018 PalaGeorge, Montichiari         | Millenium Brescia | 3 - 0 | Wealth Planet Perugia | 25-14, 26-24, 25-15        |
| 31ª giornata - 21 marzo 2018 Palazzetto dello Sport, Caserta | VolAlto Caserta   | 0 - 3 | Millenium Brescia     | 13-25, 19-25, 20-25        |
| 32ª giornata - 25 marzo 2018 PalaGeorge, Montichiari         | Millenium Brescia | 3 - 0 | Montecchio Maggiore   | 25-18, 25-19, 25-13        |
| 33ª giornata - 2 aprile 2018 Centro Pavesi, Milano           | Club Italia       | 1 - 3 | Millenium Brescia     | 22-25, 25-13, 21-25, 11-25 |
| 34ª giornata - 8 aprile 2018 PalaGeorge, Montichiari         | Millenium Brescia | 3 - 1 | Olimpia Teodora       | 22-25, 28-26, 25-19, 25-22 |

### Coppa Italia di Serie A2
| Quarti di finale - 24 gennaio 2018 PalaMaddalene, Chieri | Chieri '76 | 3 - 2 | Millenium Brescia | 20-25, 25-18, 21-25, 25-15, 17-15 |

## Statistiche

### Statistiche di squadra
| Competizione             | Punti | In casa | In casa | In casa | In trasferta | In trasferta | In trasferta | Totale | Totale | Totale |
| Competizione             | Punti | G       | V       | P       | G            | V            | P            | G      | V      | P      |
| ------------------------ | ----- | ------- | ------- | ------- | ------------ | ------------ | ------------ | ------ | ------ | ------ |
| Serie A2                 | 75    | 16      | 14      | 2       | 16           | 11           | 5            | 32     | 25     | 7      |
| Coppa Italia di Serie A2 | -     | 0       | 0       | 0       | 1            | 0            | 1            | 1      | 0      | 1      |
| Totale                   | -     | 16      | 14      | 2       | 17           | 11           | 6            | 33     | 25     | 8      |

G = partite giocate; V = partite vinte; P = partite perse

### Statistiche dei giocatori
| Giocatore     | Serie A2 | Serie A2 | Serie A2 | Serie A2 | Serie A2 | Coppa Italia di Serie A2 | Coppa Italia di Serie A2 | Coppa Italia di Serie A2 | Coppa Italia di Serie A2 | Coppa Italia di Serie A2 | Totale | Totale | Totale | Totale | Totale |
| Giocatore     | P        | PT       | AV       | MV       | BV       | P                        | PT                       | AV                       | MV                       | BV                       | P      | PT     | AV     | MV     | BV     |
| ------------- | -------- | -------- | -------- | -------- | -------- | ------------------------ | ------------------------ | ------------------------ | ------------------------ | ------------------------ | ------ | ------ | ------ | ------ | ------ |
| S. Angelini   | 3        | 18       | 11       | 6        | 1        | 0                        | 0                        | 0                        | 0                        | 0                        | 3      | 18     | 11     | 6      | 1      |
| G. Biava      | 4        | 31       | 23       | 3        | 5        | -                        | -                        | -                        | -                        | -                        | 4      | 31     | 23     | 3      | 5      |
| E. Bortolot   | 10       | 2        | 0        | 1        | 1        | 1                        | 0                        | 0                        | 0                        | 0                        | 11     | 2      | 0      | 1      | 1      |
| C. Canton     | 17       | 2        | 0        | 1        | 1        | 1                        | 0                        | 0                        | 0                        | 0                        | 18     | 2      | 0      | 1      | 1      |
| C. Dailey     | 31       | 415      | 354      | 46       | 15       | 1                        | 16                       | 11                       | 4                        | 1                        | 32     | 431    | 365    | 50     | 16     |
| C. Decortes   | 32       | 423      | 345      | 60       | 18       | 1                        | 15                       | 14                       | 1                        | 0                        | 33     | 438    | 359    | 61     | 18     |
| A. Gabbiadini | 7        | 9        | 9        | 0        | 0        | -                        | -                        | -                        | -                        | -                        | 7      | 9      | 9      | 0      | 0      |
| S. Gioli      | 11       | 126      | 102      | 19       | 5        | -                        | -                        | -                        | -                        | -                        | 11     | 126    | 102    | 19     | 5      |
| L. Guidi      | 20       | 125      | 82       | 39       | 4        | 1                        | 5                        | 3                        | 2                        | 0                        | 21     | 130    | 85     | 41     | 4      |
| M. Norgini    | 30       | 5        | 0        | 0        | 5        | 1                        | 0                        | 0                        | 0                        | 0                        | 31     | 5      | 0      | 0      | 5      |
| F. Parlangeli | 32       | 1        | 1        | 0        | 0        | 1                        | 0                        | 0                        | 0                        | 0                        | 33     | 1      | 1      | 0      | 0      |
| V. Prandi     | 32       | 78       | 34       | 30       | 14       | 1                        | 3                        | 1                        | 2                        | 0                        | 33     | 81     | 35     | 32     | 14     |
| T. Veglia     | 32       | 263      | 129      | 109      | 25       | 1                        | 6                        | 1                        | 4                        | 1                        | 33     | 269    | 130    | 113    | 26     |
| F. Villani    | 31       | 495      | 438      | 46       | 11       | 1                        | 27                       | 25                       | 2                        | 0                        | 32     | 522    | 463    | 48     | 11     |
| P. Vilponen   | 11       | 22       | 15       | 6        | 1        | -                        | -                        | -                        | -                        | -                        | 11     | 22     | 15     | 6      | 1      |

P = presenze; PT = punti totali; AV = attacchi vincenti; MV = muri vincenti; BV = battute vincenti